# Prvenstvo NSO Split 1973./74.
Prvenstvo Nogometnog saveza općine Split je bila liga petog ranga natjecanja nogometnog prvenstva Jugoslavije u sezoni 1973./74. 
 
Sudjelovalo je 10 klubova, a prvak je bio Omladinac iz Vranjica. 

## Ljestvica
| mj. | klub               | ut. | pob. | ner. | por. | gol+ | gol- | bod    |
| --- | ------------------ | --- | ---- | ---- | ---- | ---- | ---- | ------ |
| 1.  | Omladinac Vranjic  | 18  | 12   | 2    | 4    | 63   | 23   | 26     |
| 2.  | Mosor Žrnovnica    | 18  | 11   | 2    | 5    | 64   | 25   | 24     |
| 3.  | Hvar               | 18  | 11   | 1    | 6    | 48   | 34   | 23     |
| 4.  | Kolektivac Postira | 18  | 9    | 2    | 7    | 39   | 31   | 20     |
| 5.  | Proleter Dugopolje | 18  | 8    | 4    | 6    | 37   | 36   | 20     |
| 6.  | Jedinstvo Srinjine | 18  | 8    | 1    | 9    | 27   | 29   | 17     |
| 7.  | Jadran Tučepi      | 18  | 7    | 3    | 8    | 28   | 47   | 17     |
| 8.  | Tekstilac Sinj     | 18  | 3    | 3    | 12   | 20   | 44   | 9      |
| 9.  | Jadran Supetar     | 18  | 5    | 5    | 8    | 32   | 58   | 9 (-6) |
| 10. | OSK Otok           | 18  | 3    | 3    | 12   | 28   | 59   | 9      |

## Rezultatska križaljka
| kratica | klub               | HVAR          | JADS | JADT            | JED      | KOL      | MOS | OML      | OSK | PRO | TEK |
| --- | ------------------ | ------------- | ---- | --------------- | -------- | -------- | --- | -------- | --- | --- | --- |
| HVAR | Hvar               |               |      | 6:1             |          | 3:0 p.f. |     | 3:2      |     | 4:1 |     |
| JADS | Jadran Supetar     |               |      | 2:1             |          | 2:2      |     | 1:1      |     | 1:0 |     |
| JADT | Jadran Tučepi      | 0:0, 3:0 p.f. | 3:1  |                 | 2:0      | 1:0      | 1:3 | 2:1      | 3:1 | 0:2 | 2:1 |
| JED | Jedinstvo Srinjine |               |      | 0:0             |          | 2:1      |     | 0:1      |     | 3:2 |     |
| KOL | Kolektivac Postira | 3:1           | 2:0  | 3:3             | 1:0      |          | 7:4 | 3:2      | 7:0 | 2:0 | 2:0 |
| MOS | Mosor Žrnovnica    |               |      | 9:3             |          | 4:0      |     | 0:3 p.f. |     | 9:0 |     |
| OML | Omladinac Vranjic  | 5:1           | 9:1  | 9:1             | 3:0 p.f. | 2:0      | 2:3 |          | 3:1 | 5:1 | 6:2 |
| OSK | OSK Otok           |               |      | 3:4 p, 3:0 p.f. |          | 4:2      |     | 1:4      |     | 1:1 |     |
| PRO | Proleter Dugopolje | 4:1           | 5:1  | 5:1             | 2:1      | 3:2      | 0:0 | 1:1      | 4:2 |     | 4:0 |
| TEK | Tekstilac Sinj     |               |      | 1:1             |          | 0:2      |     | 2:4      |     | 2:2 |     |
| |                    |               |      |                 |          |          |     |          |     |     |     |
| podebljan rezultat - utakmice od 1. do 9. kola (1. utakmica između klubova) rezultat normalne debljine - utakmice od 10. do 18. kola (2. utakmica između klubova) rezultat nakošen - nije vidljiv redoslijed odigravanja međusobnih utakmica iz dostupnih izvora rezultat nakošen i smanjen * - iz dostupnih izvora nije uočljiv domaćin susreta prekrižen rezultat - poništena ili brisana utakmica p - utakmica prekinuta 3:0 p.f. / 0:3 p.f. - rezultat 3:0 bez borbe |                    |               |      |                 |          |          |     |          |     |     |     |

Izvori: 